# Вильгельм Нассауский (1601—1627)
Вильге́льм (Ви́ллем) Насса́уский, лорд де Лек (нидерл. Willem van Nassau-LaLecq, 18 августа 1601 — 18 августа 1627, Грунло) — датский военный в 1620—1627 годах, незаконнорождённый сын Морица Оранского от любовницы Маргариты Мехеленской.

## Жизнь
Он получил титул графа Священной Римской империи и был также широко известен во Франции как «Шевалье де Нассау». После 1625 года ему были предоставлены земли и титул лорда де Лека в наследственное владение.
С девятнадцати лет Вильгельм служил в голландской армии, сражаясь против Испании. В возрасте всего 24-х лет он получил звание лейтенанта-адмирала Голландии и Западной Фрисландии, сменив штатгальтера Фредерика Генриха. Он был капитаном голландских кораблей, которые участвовали в военно-морском походе Кадиса в 1625 году. Летом 1627 года он присутствовал при осаде Грунло. 18 августа, незадолго до окончания осады, Вильгельм получил пулевое ранение, сражаясь с французскими войсками на фронте; рана оказалась смертельной. Таким образом, он умер в свой 27-й день рождения. Его брат Людвиг унаследовал земли Вильгельма.

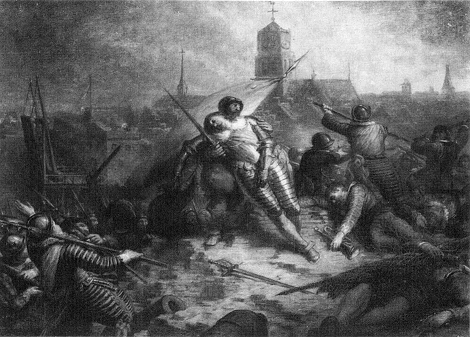
Смерть Вильгельма Нассауского

## Семья
4 апреля 1627 года в Слёйсе, за четыре месяца до своей смерти, Вильгельм женился на Анне ван дер Ноот, леди Хугвуд и Аартсвуд. Хотя у него не было детей с Анной, у него был один внебрачный сын от Барбары Августины Кокс, Вильгельм Нассауский (1620—1679).